# Hofsjökull
Hofsjökull è il terzo ghiacciaio per estensione in Islanda dopo il Vatnajökull e il Langjökull e si trova in posizione intermedia tra i due grandi ghiacciai. È il più grande vulcano attivo dell'isola.

## Caratteristiche

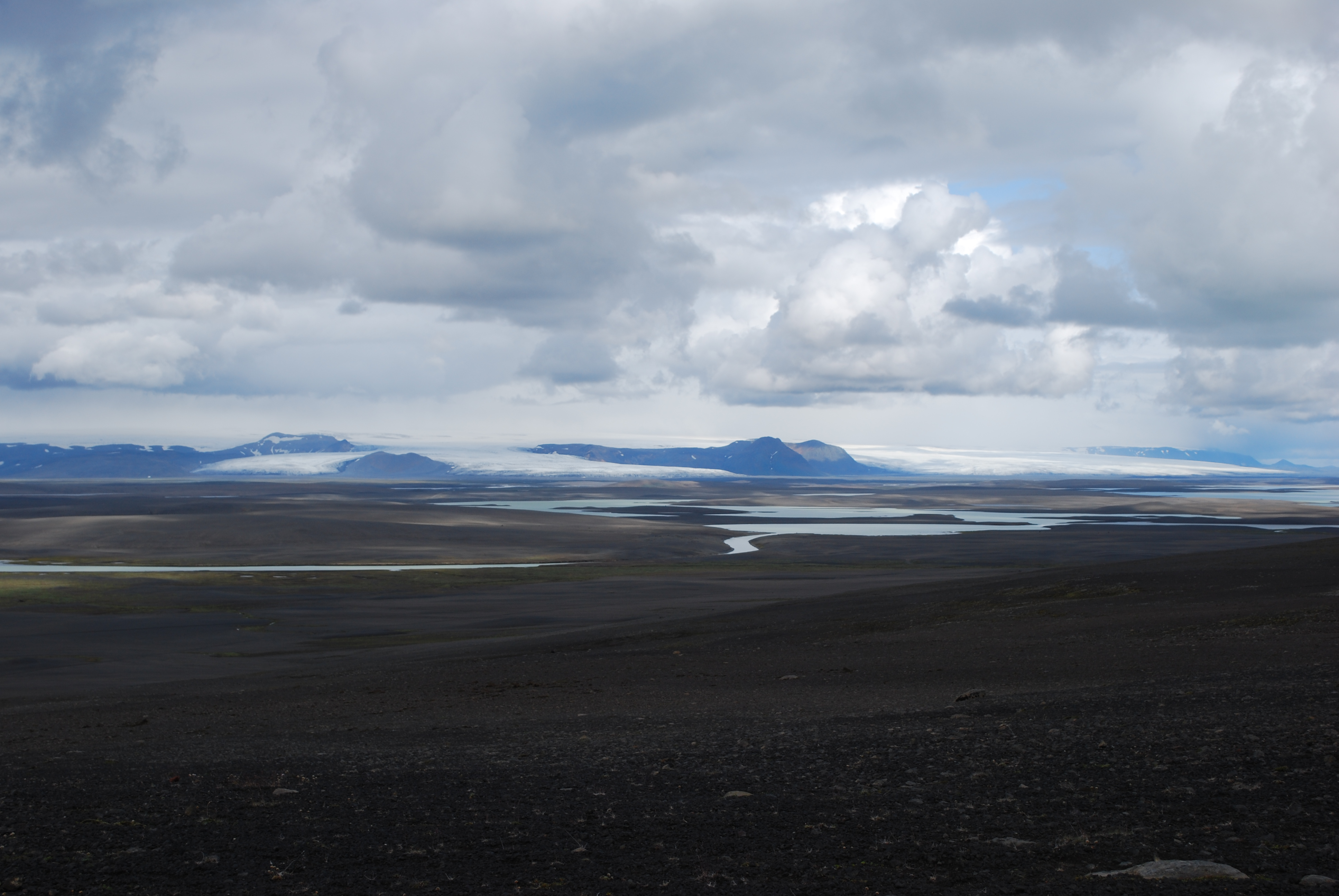
Aspetto del ghiacciaio in estate

Ricopre un'area di 925 km² e il suo punto più alto raggiunge la quota di 1765 metri. Dal ghiacciaio discendono diversi fiumi, incluso il Þjórsá, il fiume più lungo del paese.
È situato a ovest della regione degli Altopiani d'Islanda e a ovest della catena montuosa Kerlingarfjöll, tra i due grandi ghiacciai dell'Islanda.
Nel 2015, la massa di ghiaccio del Hofsjökull è aumentato per la prima volta dopo oltre venti anni.

## Vulcanismo
Il vulcano subglaciale è del tipo a scudo con una caldera vulcanica che è stata recentemente individuata.
La caldera è visibile sulle immagini satellitari ed è rilevabile durante le misurazioni di profondità sul ghiaccio. C'è anche una considerevole attività sismica su piccola scala, il che indica che lì sotto c'è una camera magmatica attiva. Non si sa quando la caldera si sia formata, né quando sia avvenuta l'ultima grande eruzione. Diverse piccole emissioni laviche si sono verificate sulle pendici dell'Hofsjökull in tempi moderni (ovvero negli ultimi 10.000 anni). I crateri sono ora ricoperti dai ghiacciai, ma le lingue di lava si estendono dal bordo del ghiacciaio e testimoniano queste eruzioni.

## Turismo
Poco a sud di questo ghiacciaio c'è Kerlingarfjöll, una località conosciuta per la possibilità di praticare lo sci estivo.